# جبل أكروم
جبل أكروم هي منطقة تجمع قرى لبنانية في قضاء عكار. تتألف من سبع مناطق، تضم منطقة تعرف باسم (النبي بري). وهي منطقة محايدة للحدود السورية.
تعرف منطقة أكروم بمناخها المعتدل المائل للبرودة حتى في أيام الصيف وتحتوي على الكثير من المعالم الأثرية فتوجد فيها العديد من القلاع والمغاور فهي مسكن للكثير من الشعوب القديمة مثل الفنيقيين والرومان…

## بلداتها
يتوزع سكانها على البلدات التالية:
- مونسة
- السهلة
- البساتين
- مراح الخوخ
- كفرتون
- قنية
- أكروم

## وصلات خارجية
- مركز المعلوماتية للتنمية المحلية (لوكاليبان)